# ポーランド男子バレーボールリーグ
ポーランド男子バレーボールリーグ（ポーランド語: PlusLiga Siatkarzy, 英語: PlusLiga）は、ポーランドの男子バレーボールの最上位リーグである。

## 概要
プロバレーボールリーグ機構（Profesjonalna Liga Piłki Siatkowej S.A.）によって大会運営がされている。現在参加チーム数は14で、10月から翌年4月にかけて試合が行われる。リーグはかつてKlasa wydzielona, Ekstraklasa, 1 liga Seria Aと呼ばれていたが、2000年6月30日にプロバレーボールリーグとして新たにスタートした。

## 歴代優勝クラブ
- 2000/01年 ZAKSAケンジェジン＝コジレ
- 2001/02年 ZAKSAケンジェジン＝コジレ
- 2002/03年 ZAKSAケンジェジン＝コジレ
- 2003/04年 ヤストシェンブスキ・ヴェンギェル
- 2004/05年 スクラ・ベウハトゥフ
- 2005/06年 スクラ・ベウハトゥフ
- 2006/07年 スクラ・ベウハトゥフ
- 2007/08年 スクラ・ベウハトゥフ
- 2008/09年 スクラ・ベウハトゥフ
- 2009/10年 スクラ・ベウハトゥフ
- 2010/11年 スクラ・ベウハトゥフ
- 2011/12年 ARジェシュフ
- 2012/13年 ARジェシュフ
- 2013/14年 スクラ・ベウハトゥフ
- 2014/15年 ARジェシュフ
- 2015/16年 ZAKSAケンジェジン＝コジレ
- 2016/17年 ZAKSAケンジェジン＝コジレ
- 2017/18年 スクラ・ベウハトゥフ
- 2018/19年 ZAKSAケンジェジン＝コジレ
- 2020/21年

## クラブ別優勝回数
| 順位 | クラブ                           | 優勝 | 準優勝 | 3位 | 合計 |
| ---- | -------------------------------- | ---- | ------ | --- | ---- |
| 1    | PGEスクラ・ベウハトゥフ          | 9    | 2      | 3   | 14   |
| 2    | ZAKSAケンジェジン＝コジレ        | 6    | 3      | 1   | 10   |
| 3    | ARジェシュフ                     | 3    | 3      | 2   | 8    |
| 4    | ヤストシェンブスキ・ヴェンギェル | 1    | 3      | 7   | 11   |
| 5    | AZSチェンストホヴァ              | 0    | 4      | 2   | 6    |
| 6    | AZSオルシュティン                | 0    | 2      | 3   | 5    |
| 7    | LTグダニスク                     | 0    | 1      | 1   | 2    |